# Homalomena treubii
Homalomena treubii är en kallaväxtart som beskrevs av Adolf Engler. Homalomena treubii ingår i släktet Homalomena och familjen kallaväxter. Inga underarter finns listade.